# San Colombano Belmonte
San Colombano Belmonte (San Colomban in piemontese) è un comune italiano di 358 abitanti della città metropolitana di Torino in Piemonte.

## Geografia fisica
Il suo territorio è adagiato sulle pendici delle Rocche di San Martino m. 1451 che si
estendono sino al fondovalle bagnato dal torrente Gallenca a quota m. 500 circa.
Il nucleo abitato Villa, a metri 549 s.l.m. sede comunale e parrocchiale, è situato nei pressi della provinciale tendente a Canischio, mentre poco più a monte sorge la frazione Cresto, pittoresco allineamento di case coloniche, alquanto vetuste.
All'imbocco della vallata troviamo Buasca, piccola borgata solcata dal rio omonimo, che corre lungo i limiti del territorio con Cuorgnè; invece la frazione di Sale, un tempo comune autonomo, giace giusto ai confini con Canischio.
La zona montana del territorio è ricca di boschi e pascoli e si presta moltissimo ad interessanti escursioni.
San Colombano Belmonte è uno dei cinque paesi costituenti la Unione montana Val Gallenca.

## Storia

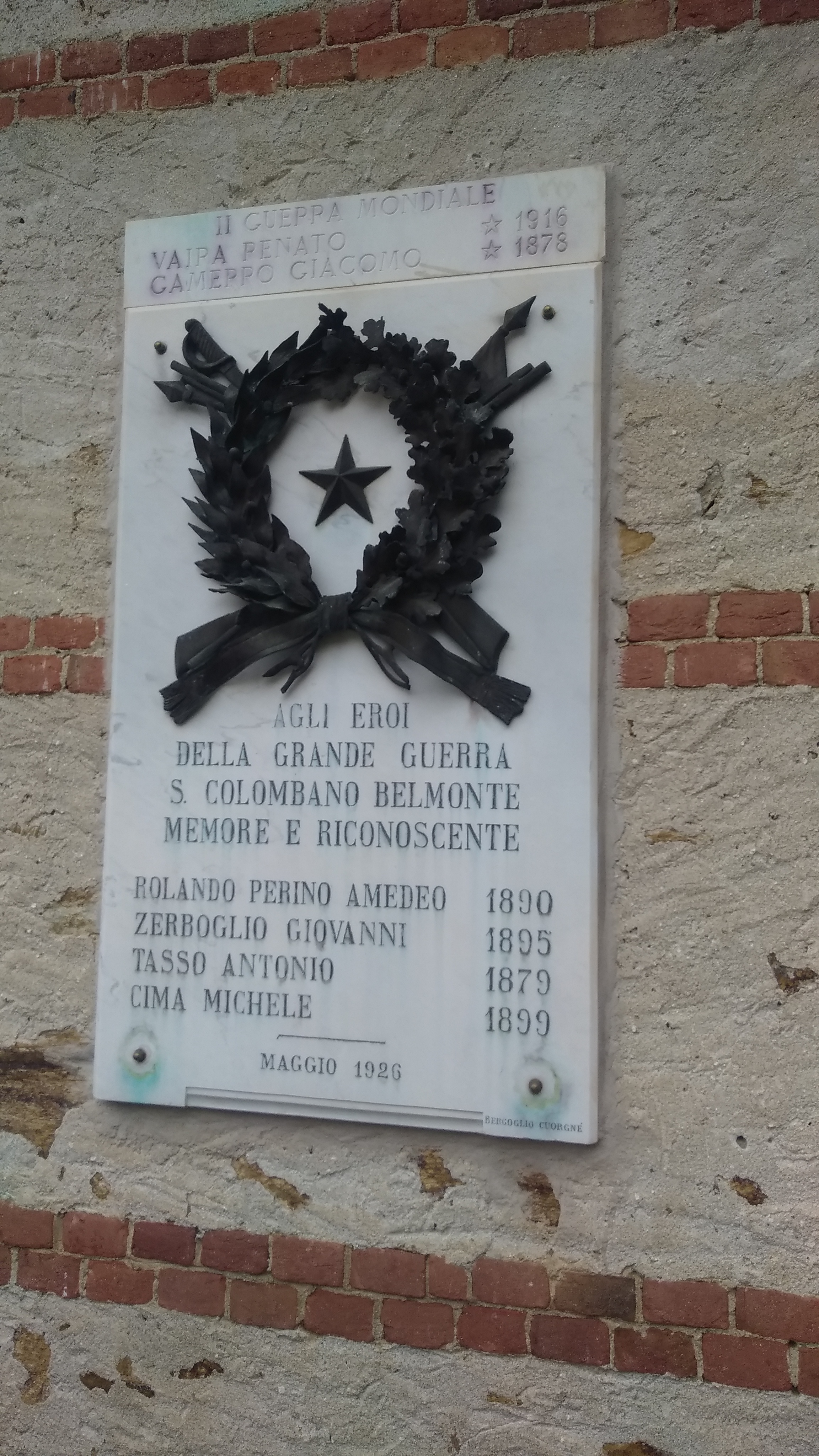
Lapide in memoria dei caduti

Le origini di San Colombano sono incerte quanto l'etimologia del suo nome. Anticamente questo luogo appare citato come Can-Colombano ed anche Campo Colombano.
Il Bertolotti, autore delle "Passeggiate nel Canavese", nel 1873 scriveva che il feudo di Campo Colombano era tenuto nel
1185 da un certo Oberto Novello e che più tardi, nel 1251 era possesso dei conti di Valperga.
La sua gente partecipò all'insurrezione contro i nobili, poiché è menzionato che nel 1391, sedata la rivolta, un procuratore del popolo, certo Dalmasso de Bianchi, si presentò al conte di Savoia per ottenere giustizia.
San Colombano seguì le sorti di Cuorgnè come frazione, ma pare che ottenesse l'autonomia comunale verso il 1448.
Quindi tra il 1711 ed il 1714 si affrancò anche dal dominio dei conti di Valperga e dal marchese di S. Giorgio.
Con il 1º settembre 1869 incorporò l'antico comune di Sale Canischio, ridotto a frazione, mentre a sua volta San Colombano nel periodo che va dal 1928 al 1948, venne aggregato a Cuorgnè.
Per distinguerlo da altri paesi omonimi gli venne unito l'attributo Belmonte, dopo la formazione del Regno d'Italia.

## Monumenti e luoghi d'interesse

### Architetture religiose

#### Chiesa di San Colombano
La chiesa parrocchiale sorge sopra un poggetto solitario a poca distanza dal piccolo cimitero montano.
Il 17 giugno 1636 l'allora esistente cappella di San Grato veniva eretta in parrocchiale e, più tardi, nel 1772 veniva ricostruita nelle forme attuali. Conserva un pregevole altare ligneo, trasferito da un istituto religioso di Cuorgnè a San Colombano per evitare che divenisse preda bellica durante l'occupazione napoleonica.
Nel capoluogo sorge pure la cappella di San Rocco, mentre nella borgata Buasca si trova il piccolo tempio dedicato alla Beata Vergine, detta Filassola.
Il modesto edificio religioso sorge sopra un poggetto fra bei vigneti e, nonostante il suo atrio, ha tutta la sembianza di una casa rurale. In questo luogo, già verso la fine del XVI secolo, esisteva un pilone con l'immagine della Madonna, attorno alla quale vegetavano alcune felci che per quanto si strappassero, esse rinascevano più abbondanti e rimanevano sempre verdi anche a dispetto della neve e del gelo.
Questo fatto prodigioso indusse i locali a costruire la cappelletta, alla quale venne attribuito il
soprannome di Madonna della Filassola, da files, che in dialetto significa felce, attributo che resiste tutt'oggi.
Infine, in frazione Sale, si trova la piccola chiesa di Santa Marta.
Fra le case vetuste del capoluogo ne spicca una secentesca ancora ben conservata, la quale sfoggia un robusto colonnato, adorno con i tipici archi di foggia canavesana.

## Società

### Evoluzione demografica
Abitanti censiti

## Amministrazione

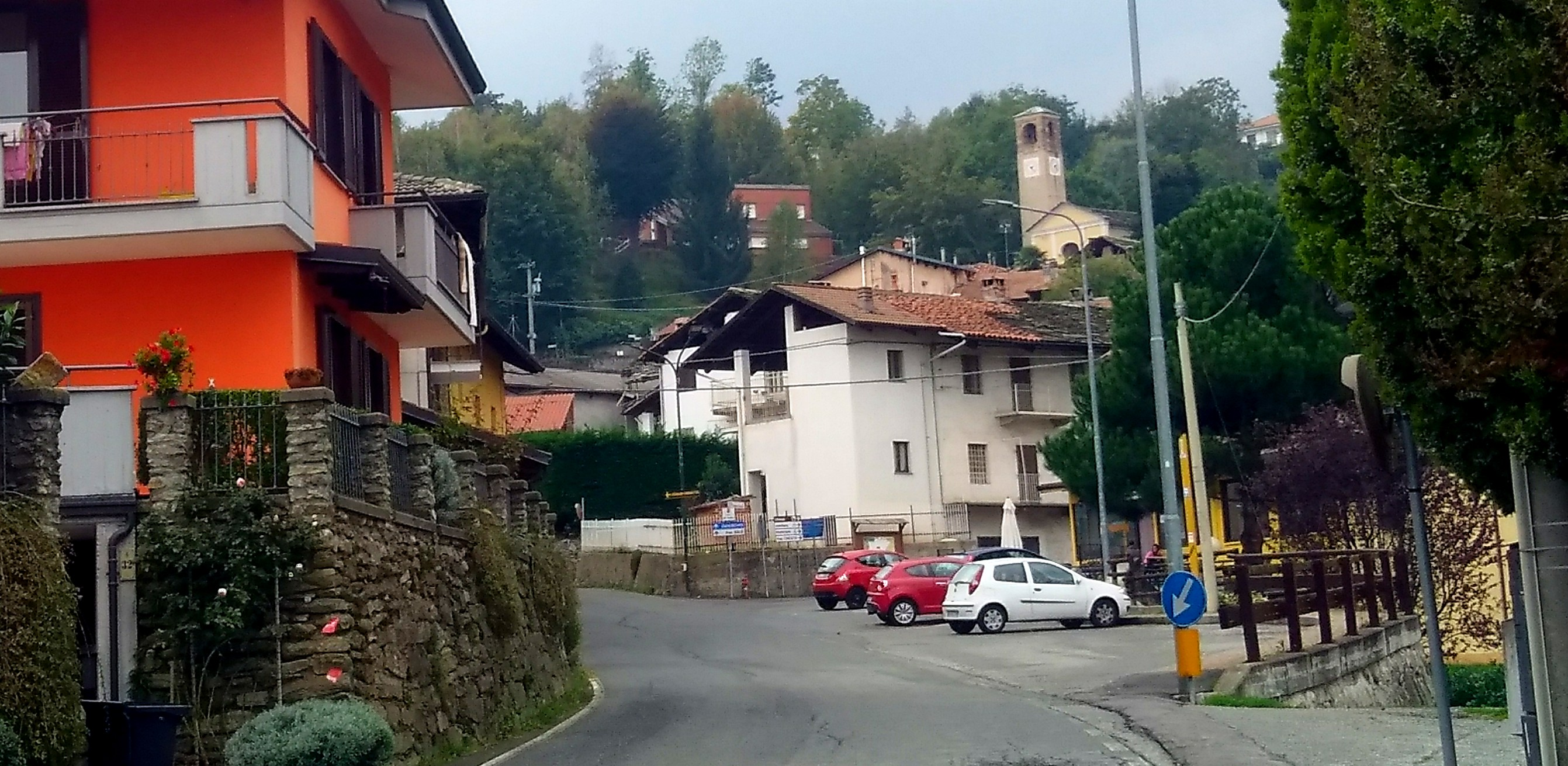
Il municipio

Di seguito è presentata una tabella relativa alle amministrazioni che si sono succedute in questo comune.
| Periodo        | Periodo        | Primo cittadino         | Partito                                       | Carica  | Note  |
| -------------- | -------------- | ----------------------- | --------------------------------------------- | ------- | ----- |
| 1º luglio 1985 | 28 maggio 1990 | Carlo Braida            | Democrazia Cristiana                          | Sindaco | [ 5 ] |
| 28 maggio 1990 | 24 aprile 1995 | Carlo Braida            | Democrazia Cristiana                          | Sindaco | [ 5 ] |
| 24 aprile 1995 | 14 giugno 1999 | Carlo Braida            | -                                             | Sindaco | [ 5 ] |
| 14 giugno 1999 | 14 giugno 2004 | Ivano Tasso             | lista civica                                  | Sindaco | [ 5 ] |
| 14 giugno 2004 | 8 giugno 2009  | Walter Arcesto          | lista civica                                  | Sindaco | [ 5 ] |
| 8 giugno 2009  | 26 maggio 2014 | Bruno Biondi            | lista civica                                  | Sindaco | [ 5 ] |
| 26 maggio 2014 | 27 maggio 2019 | Walter Giovanni Arcesto | lista civica Idee e sviluppo                  | Sindaco | [ 5 ] |
| 27 maggio 2019 | 10 giugno 2024 | Diego Galletto          | lista civica Uniti per San Colombano Belmonte | Sindaco | [ 5 ] |
| 10 giugno 2024 | in carica      | Diego Galletto          | lista civica Siamo San Colombano Belmonte     | Sindaco | [ 5 ] |

### Altre informazioni amministrative
Il comune ha fatto parte della Comunità Montana Alto Canavese e appartiene oggi all'Unione Montana Alto Canavese.